# ولادیمیر یگوروف
ولادیمیر یگوروف (به روسی: Владимир Егоров، آوانگاری: زادهٔ ۲۷ ژوئن ۱۹۹۵) یک کشتی‌گیر آزادکار روسی الاصل اهل کشور مقدونیه است. وی سابقه حضور در المپیک ۲۰۲۴ پاریس را دارد.  